# Chartres en Lumières

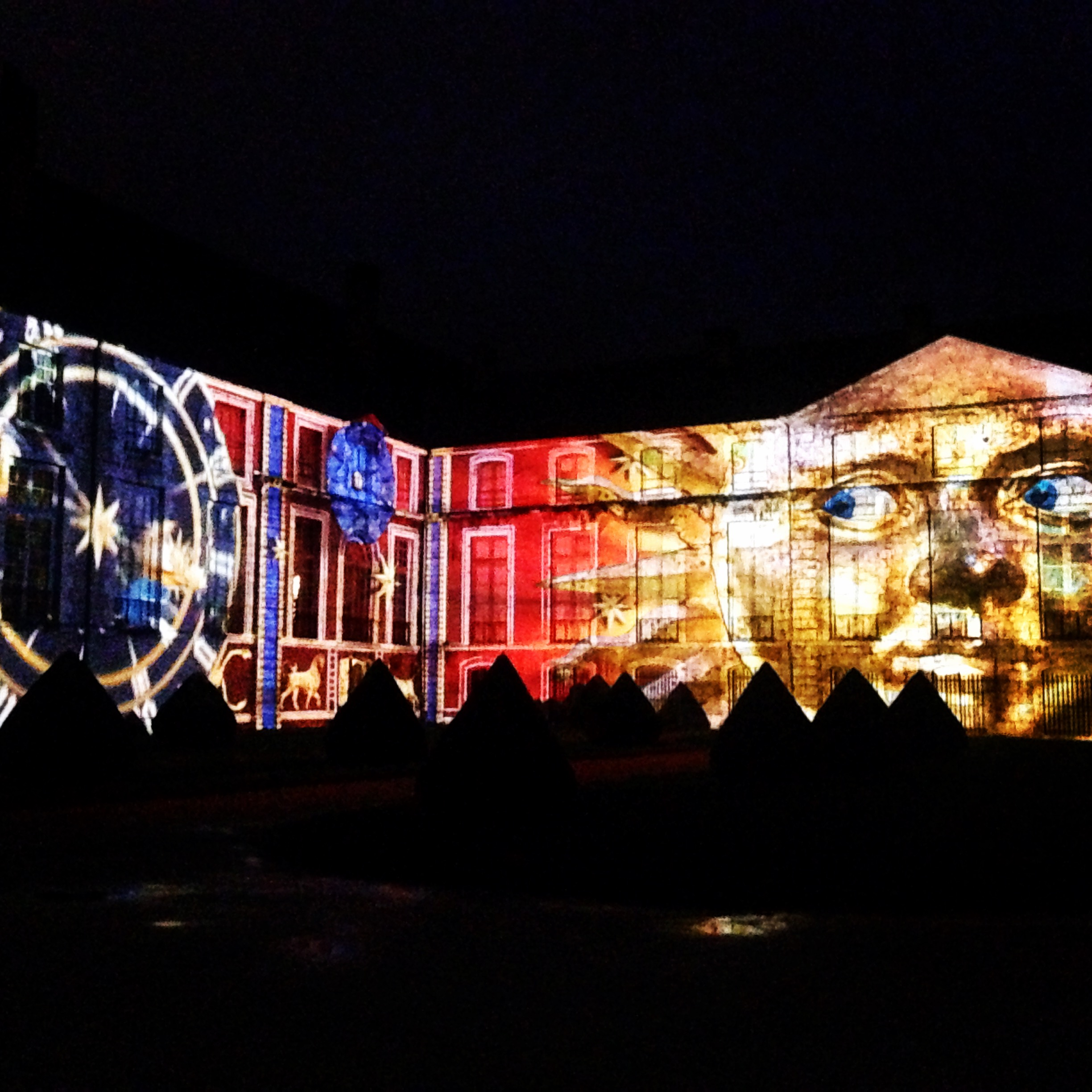
Musée des beaux-arts, côté jardin de l’Évêché, Chartres en lumières 2016.

Chartres en lumières est une manifestation artistique et culturelle initiée par la ville de Chartres en 2003. Chaque année, durant cet événement qui se déroule d’avril à octobre, les principaux monuments de la ville sont mis en lumière et en musique. L'élément principal de Chartres en lumières est la Fête de la lumière, qui a lieu habituellement mi-septembre.

## Historique
La première édition de la Fête de la lumière de Chartres s'est tenue en 2002. Il s’agissait d’une soirée durant laquelle les visiteurs avaient accès à des illuminations et des animations autour de la thématique de la lumière. La ville a souhaité pérenniser cet événement et l’étendre sur plusieurs mois. Cette fête populaire est donc devenue Chartres en lumières. Mais la Fête de la lumière a été maintenue dans son esprit initial.
C’est donc en 2003 que commence Chartres en lumières. L’événement accueille environ 1 million de visiteurs par an. De 2013 à 2014, Michel Cymes a été parrain de Chartres en lumières. En 2013, le premier trail urbain nocturne est organisé. Cette course annonce désormais le début de Chartres en lumières. 

## Lieux et monuments mis en valeur par Chartres en lumières
En 2016, les visiteurs avaient accès à 24 monuments de la ville de Chartres mis en lumières et en musique, dont :  
- La cathédrale Notre-Dame de Chartres : le portail royal, les portails nord et sud
- Le musée des beaux-arts : la façade d’honneur et la façade côté jardin de l’Évêché
- La collégiale Saint-André
- Les ponts et lavoirs des bords de l’Eure : le pont des minimes, les deux lavoirs gloriette, le pont Bouju, le lavoir Foulerie, les arcades Saint-Hilaire, le pont Saint-Hilaire, le lavoir de la grenouillère, le pont Saint-Père et le moulin Saint-Père
- L’église Saint-Pierre
- Le théâtre municipal
- La médiathèque l’Apostrophe
- L'ancienne église Sainte-Foy
- La halle du marché au légumes, place Billard
- La rue Saint-Pierre
- La rue des Écuyers
- La rue de l’Étroit-Degré
- La fresque de Lattre de Tassigny[Où ?].

Seules les illuminations de la collégiale Saint-André changent tous les ans car elles sont réalisées par le studio graphique de la ville de Chartres.

Lieux et monuments de Chartres en lumières
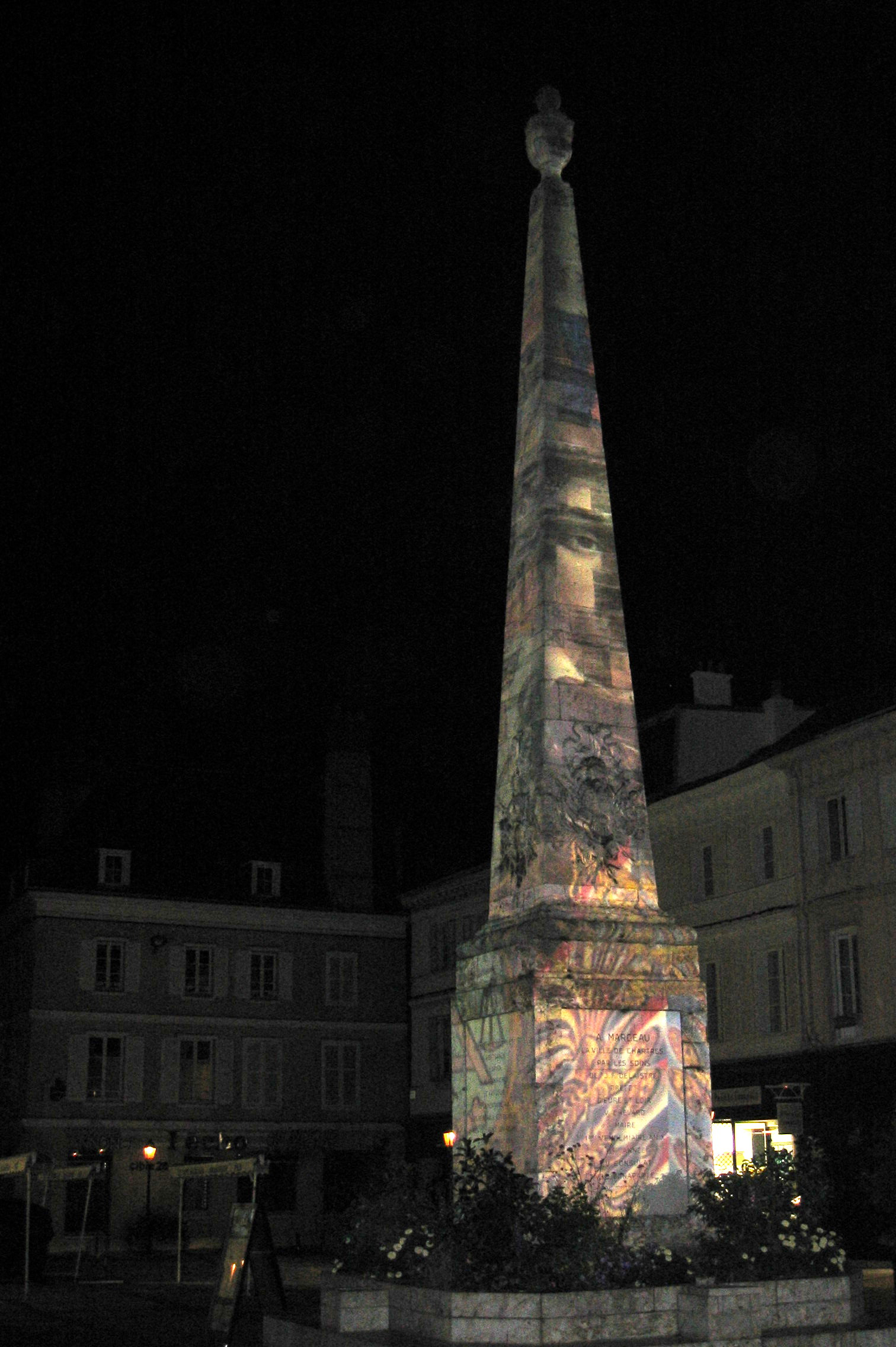
Colonne Marceau, 2005.
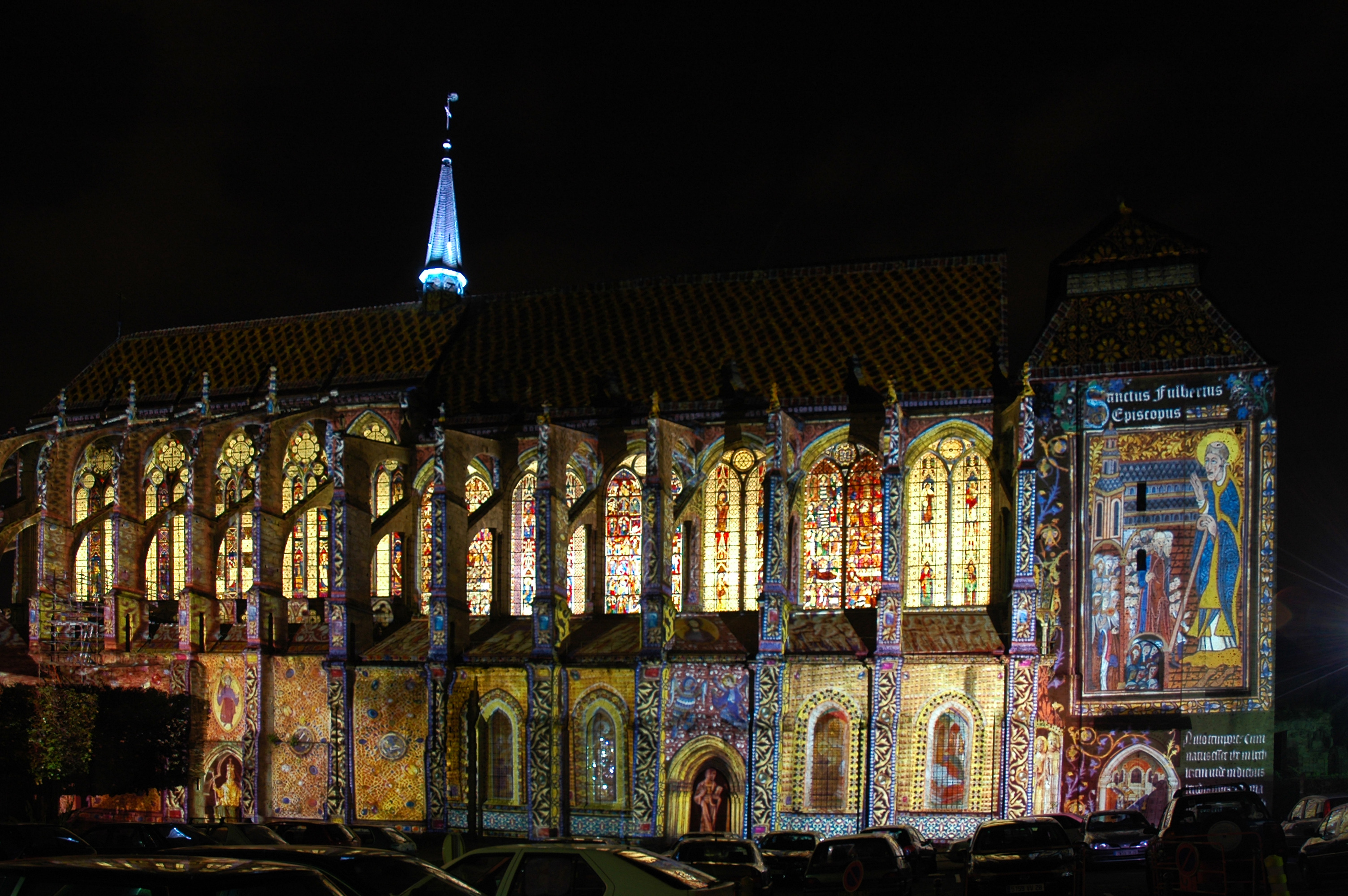
Église Saint-Pierre, 2006
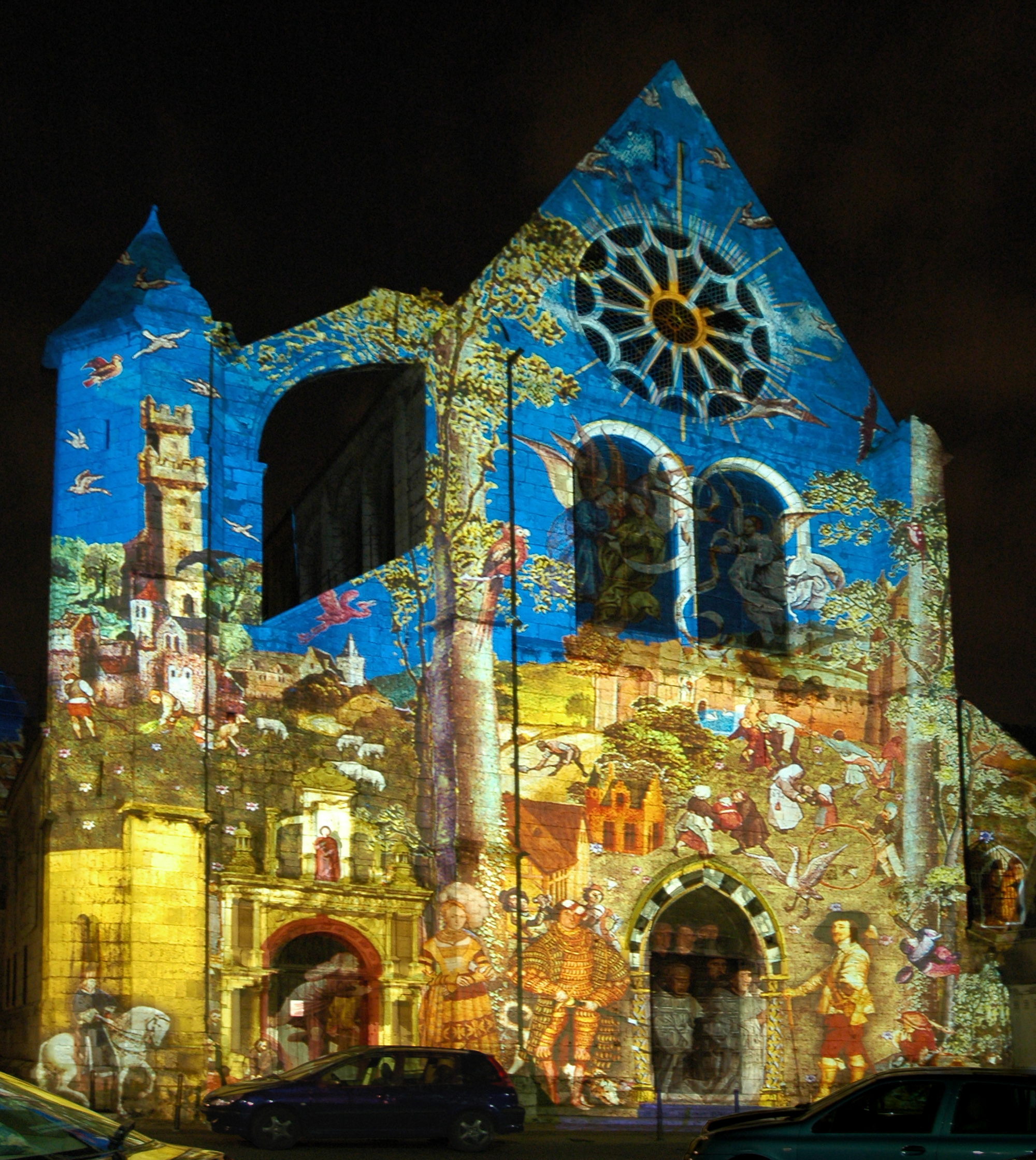
Église Saint-Aignan, 2006.
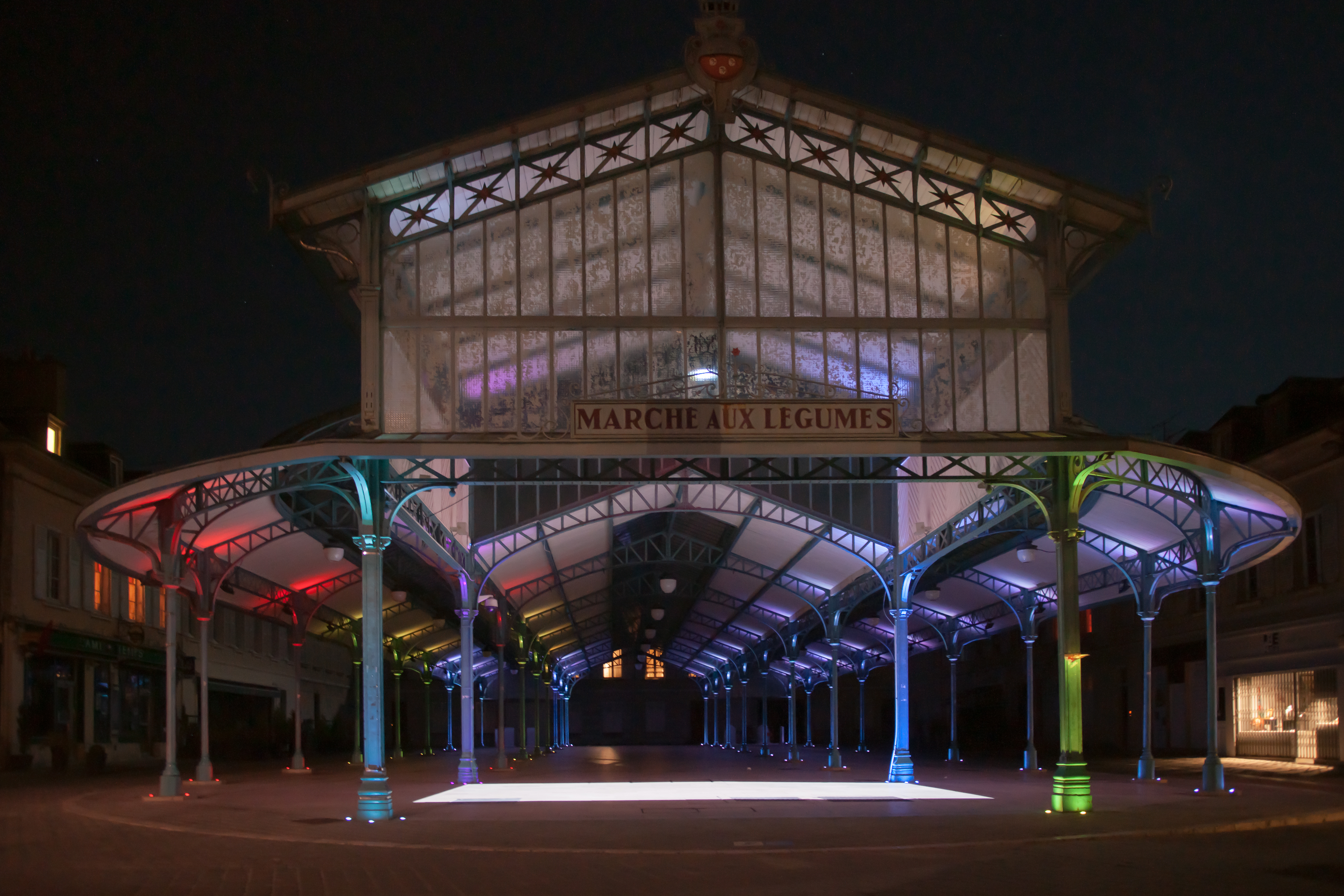
Place Billard, 2015.
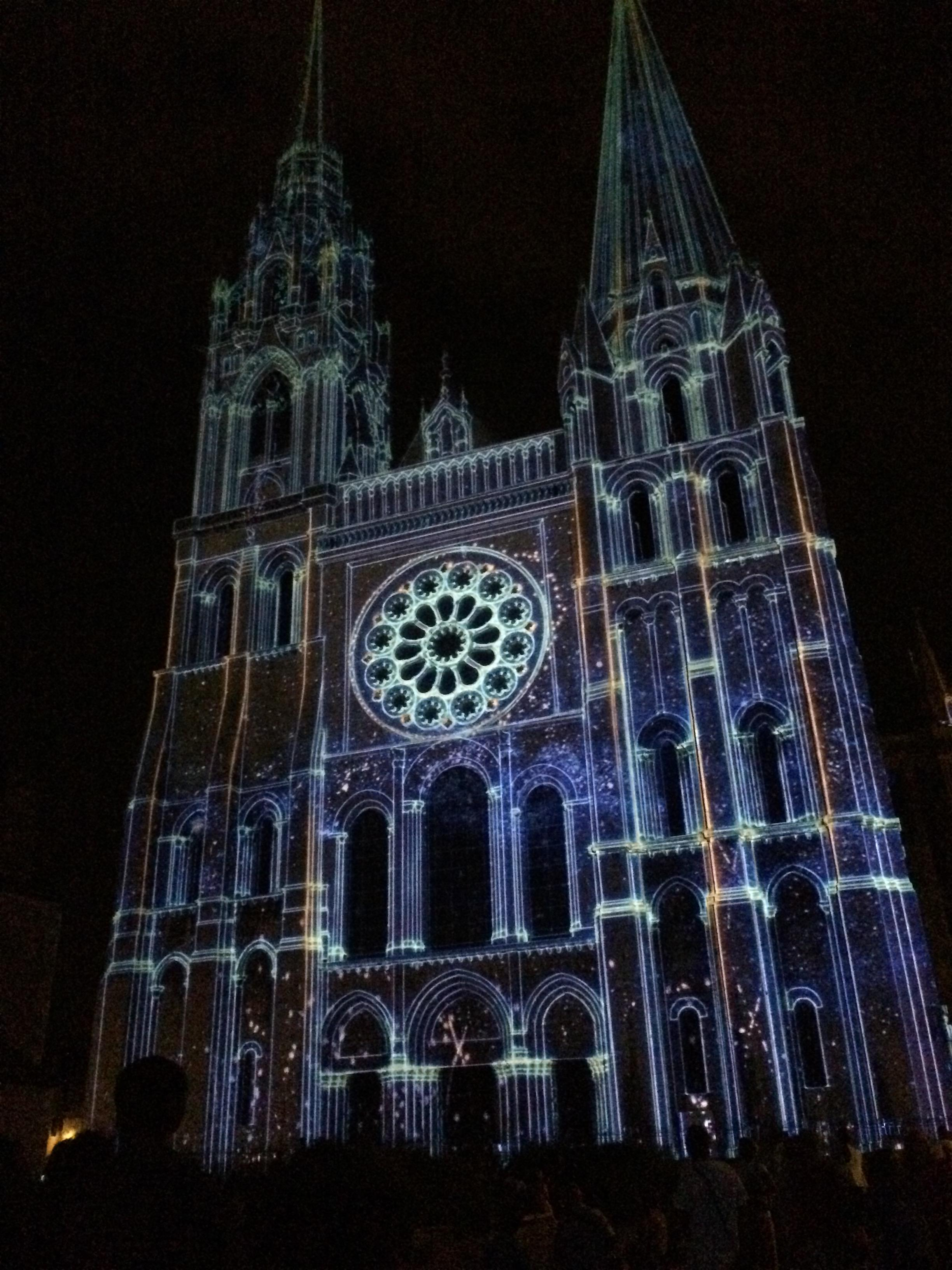
Cathédrale Notre-Dame, 2015.

## La Fête de la lumière
Depuis 2002, la Fête de la lumière est une animation récurrente de la ville. Elle ne dure qu'une soirée mais est constituée d'animations supplémentaires aux illuminations quotidiennes proposées par Chartres en lumières.

## Les activités
Autour de Chartres en lumières, plusieurs initiatives ont vu le jour :  
- des visites guidées Chartres en lumières pour découvrir les sites illuminés en compagnie d'un guide
- sept parcours thématiques pour découvrir l’événement selon les besoins ou les envies du visiteur